# 十輪寺 (徳島県東みよし町)
十輪寺（じゅうりんじ）は、徳島県三好郡東みよし町にある真言宗御室派の寺院。本尊は地蔵菩薩。

## 歴史
創建年は不詳。かつて高野白雲が四国巡礼の際に村長の妻の難産を救い、村長はそのことに感謝し子安地蔵を奉納安置したのが始まりとされる。端四国八十八箇所霊場第の72番札所で、同霊場におけるつるぎ町以外の唯一の札所である。
本堂は地蔵菩薩のほかに弘法大師と閻魔大王を中心に十王が祀られている。また周辺には十輪寺の滝があるほか、西へ2kmの南斜面には大藤薬師堂のケヤキがある。

## 交通
- JR「阿波半田駅」より車で約30分。